# Franciszka Pinzokere
Franciszka Pinzokere (ur. ? w Nagasaki; zm. 17 sierpnia 1627, tamże) – błogosławiona Kościoła katolickiego, japońska tercjarka dominikańska, męczennica.

## Życiorys
Po śmierci męża została przyjęta przez Dominika Castellet Vinale do tercjarzy dominikańskich. W tym czasie w Japonii trwały prześladowania chrześcijan. Jej dom był schronieniem dla misjonarzy, za co została spalona żywcem w Nagasaki 17 sierpnia 1627 r.
Została beatyfikowana w grupie 205 męczenników japońskich przez Piusa IX w dniu 7 lipca 1867 (dokument datowany jest 7 maja 1867).
Dniem jej wspomnienia jest 10 września (w grupie 205 męczenników japońskich).